# Верне, Робер
Робер Верне (фр. Robert Vernay, настоящее имя — Робер Жорж Виандон (фр. Robert Georges Viandon); 30 мая 1907, Париж, Франция — 17 октября 1979, там же) — французский кинорежиссер и сценарист.

## Биография
Робер Верне начинал профессиональную карьеру как киножурналист издание «Cinémagazine» (1927-1928); впоследствии стал работать ассистентом и вторым режиссером в нескольких режиссеров, а с 1929 года — в фильме Жульена Дювивье, который дал ему возможность тщательно изучить свое ремесло. В 1932 году поставил свой первый фильм «Вечная песня» (фр. L'éternelle chanson).
Самыми известными режиссерскими работами Верне есть две экранизации романа Александра Дюма «Граф Монте-Кристо»: двухсерийный фильм 1943 года с Пьером Ришаром-Вильмом в главной роли и одноименный фильм 1954 года с Жаном Маре.
Среди других разножанровых фильмов Робера Верне: «Отец Горио» (1945) за Оноре де Бальзаком с Пьером Ренуаром в главной роли, кинокомедия «Эмиль африканский» (1947) с Фернанделем, фантастический фильм «Фантомас против Фантомаса» (1949) с Морисом Тейнаком в главной роли, музыкальная киноадаптация оперетты Альберта Вильмеца и Реймонд Винси «Андалузия» (1951) и др.
Всего за время свое карьеры в кино, которая продолжалась до середины 1960-х, лет Воротит поставил более 30 фильмов как режиссер и написал почти 20 киносценариев, преимущественно к своим фильмам. В 1960-х годах работал преимущественно на телевидении.
Роберт Вернэ умер после продолжительной болезни 17 октября 1979 года в своем парижском доме.